# 15582 Russellburrows
15582 Russellburrows è un asteroide della fascia principale. Scoperto nel 2000, presenta un'orbita caratterizzata da un semiasse maggiore pari a 3,0029188 UA e da un'eccentricità di 0,0929192, inclinata di 1,69058° rispetto all'eclittica.